# Le Signe
Le Signe est une nouvelle de Guy de Maupassant, initialement publiée dans la revue Gil Blas du 27 avril 1886, puis dans le recueil Le Horla en 1887.

## Résumé
On retrouve la petite marquise de Rennedon et son amie la petite baronne de Grangerie déjà rencontrées dans les nouvelles La Confidence et Sauvée. 
Avec un luxe de détails, Mme de Grangerie raconte sa dernière mésaventure : la baronne de Grangerie observe une prostituée qui, de son balcon, invite des hommes dans sa maison par quelques regards complices, un sourire et un fameux signe de tête (d'où le titre de la nouvelle). La baronne essaye de reproduire le fameux mouvement devant son miroir comme pour se prouver qu'elle a gardé toute sa beauté juvénile. Elle est très heureuse de constater qu'elle le réussit mieux que ladite allumeuse et l’essaye sur un homme qui passe sous sa fenêtre. Celui-ci entre et la femme, désespérée tente de le faire partir avant que son mari ne rentre. L'homme refuse et elle pense que le meilleur moyen de le faire partir est de le laisser procéder.

## Éditions
- 1886 - Le Signe, dans Gil Blas
- 1887 - Le Signe, dans Le Horla recueil paru chez l'éditeur Paul Ollendorff.
- 1979 - Le Signe, dans Maupassant, Contes et Nouvelles, tome II, texte établi et annoté par Louis Forestier, éditions Gallimard, Bibliothèque de la Pléiade.

## Lire
- Le Signe dans le recueil Le Horla sur Wikisource